# Liste der Boxweltmeister im Mittelgewicht
Diese Liste der Boxweltmeister im Mittelgewicht bietet eine Übersicht über alle Boxweltmeister des Verbandes NBA (die NBA wurde im Jahre 1962 in WBA umbenannt), des ehemaligen Verbandes NYSAC, der vier anerkannten und aktuell tätigen Weltverbände (WBC, WBA, IBF, WBO) und alle universellen Weltmeister im Mittelgewicht in chronologischer Reihenfolgen. Die WBA-Superchampions sind sowohl in der chronologischen Reihenfolge als auch in einer separaten Tabelle gelistet. Der Status des Superchampions der WBA ist höher gereiht als der des regulären. Daher ist der WBA-Superchampion der eigentliche Weltmeister. Die WBO gehört erst seit 2007 zu den bedeutenden Verbänden.

## Universal / NYSAC / NBA/WBA / WBC / IBF / WBO
1. Jack Dempsey; 1884–1891 universal
2. Bob Fitzsimmons; 1891–1894 universal
3. Charles McCoy; 1896–1897 universal
4. Tommy Ryan; 1898–1907 universal
5. Stanley Ketchel; 1907–1908 universal; 1908–1910 universal
6. Billy Papke; 1908 universal
7. Frank Klaus; 1912–1913 universal
8. George Chip; 1913–1914 universal
9. Al McCoy; 1914–1917 universal
10. Mike O’Dowd; 1917–1920 universal; 1922 NYSAC
11. Johnny Wilson; 1920–1923 universal; 1921–1922 NYSAC
12. Dave Rosenberg, 1922 NYSAC
13. Harry Greb; 1923–1926 universal
14. Tiger Flowers; 1926 universal
15. Mickey Walker; 1926–1930 universal
16. Gorilla Jones; 1932 NBA
17. Marcel Thil; 1932  NBA
18. Lou Brouillard; 1931–1932 universal; 1933 NBA & NYSAC
19. Ben Jeby; 1933 NYSAC
20. Vince Dundee; 1933–1934 NBA & NYSAC
21. Teddy Yarosz; 1934–1935 NBA & NYSAC
22. Eddie Babe Risko; 1935–1936 NBA & NYSAC
23. Freddie Steele; 1936–1938 NBA & NYSAC
24. Al Hostak; 1938 NBA; 1939–1940 NBA
25. Fred Apostoli; 1938–1939
26. Solly Krieger; 1938–1939 NBA
27. Ceferino Garcia; 1939–1940 NYSAC
28. Ken Overlin; 1940–1941 universal & NYSAC
29. Tony Zale; 1940–1947 NBA; 1941–1947 NYSAC; 1948 universal
30. Billy Soose; 1941 NYSAC
31. Rocky Graziano; 1947–1948 universal & NBA
32. Marcel Cerdan; 1948–1949 universal & NBA
33. Jake LaMotta; 1949–1951 universal & NBA
34. Sugar Ray Robinson; 1951 universal; 1951–1952 universal; 1955–1957 universal; 1957 universal & NBA; 1958–1960
35. Randy Turpin; 1951 universal
36. Carl Olson; 1953–1955 universal
37. Gene Fullmer; 1957 universal; 1959–1962 NBA
38. Carmen Basilio; 1957–1958 universal
39. Paul Pender; 1960–1961 universal; 1962–1963 universal
40. Terry Downes; 1961–1962 universal
41. Dick Tiger; 1962–1963 WBA; 1963 WBC; 1965–1966 WBA & WBC
42. Joey Giardello; 1963–1965 WBA & WBC
43. Emile Griffith; 1966–1967 WBA & WBC; 1967–1968 WBA & WBC
44. Nino Benvenuti; 1967 WBA & WBC; 1968–1970 WBA & WBC
45. Carlos Monzón; 1970–1977 WBA; 1970–1974 WBC; 1976–1977 WBC
46. Rodrigo Valdez; 1974–1976 WBC; 1977–1978 WBC & WBA
47. Hugo Pastor Corro; 1978–1979 WBA & WBC
48. Vito Antuofermo; 1979–1980 WBA & WBC
49. Alan Minter; 1980 WBA & WBC
50. Marvin Hagler; 1980–1987 WBA & WBC; 1983–1987 IBF
51. Sumbu Kalambay; 1987–1989 WBA
52. Sugar Ray Leonard; 1987 WBC
53. Thomas Hearns; 1987–1988 WBC
54. Frank Tate 1987–1988 IBF
55. Iran Barkley; 1988–1989 WBC
56. Michael Nunn; 1988–1991 IBF
57. Mike McCallum; 1989–1991 WBA
58. Roberto Durán; 1989–1990 WBC
59. Doug DeWitt; 1989–1990; WBO
60. Julian Jackson; 1990–1993 WBC; 1995 WBC
61. Nigel Benn; 1990 WBO
62. Chris Eubank; 1990–1991 WBO
63. James Toney; 1991–1993 IBF
64. Gerald McClellan; 1991–1992 WBO; 1993–1995
65. Reggie Johnson; 1992–1993 WBA
66. John David Jackson; 1993–1994 WBA
67. Roy Jones junior; 1993–1994 IBF
68. Chris Pyatt; 1993–1994 WBO
69. Jorge Fernando Castro; 1994–1995 WBA
70. Steve Collins; 1994–1995 WBO
71. Shinji Takehara; 1995–1996 WBA
72. Quincy Taylor; 1995–1996 WBC
73. Lonnie Bradley; 1995–1997 WB0
74. Bernard Hopkins; 1995–2005 IBF; 2001–2005 WBC & WBA; 2004–2005 WBO
75. William Joppy; 1996–1997 WBA; 1998–2001 WBA; 2001–2003 WBA
76. Keith Holmes; 1996–1998 WBC; 1999–2001 WBC
77. Julio César Green; 1997–1998 WBA
78. Otis Grant; 1997–1998 WBO
79. Hacine Cherifi; 1998–1999 WBC
80. Bert Schenk; 1999 WBO
81. Jason Matthews; 1999 WBO
82. Armand Krajnc; 1999–2002 WBO
83. Harry Simon; 2002–2003 WBO
84. Héctor Velazco; 2003 WBO
85. Felix Sturm; 2003–2004 WBO; 2006 WBA; 2007–2010 WBA; 2010–2012 WBA
86. Maselino Masoe; 2004–2006 WBA
87. Óscar de la Hoya; 2004 WBO
88. Jermain Taylor; 2005 IBF; 2005–2006; 2005–2007 WBC & WBO; 2014–2015 IBF
89. Arthur Abraham; 2005–2009 IBF
90. Javier Castillejo 2006–2007 WBA
91. Kelly Pavlik; 2007–2010 WBC & WBO
92. Sebastian Sylvester; 2009–2012 IBF
93. Sergio Martínez; 2010 WBO; 2010–2011 WBC; 2012–2014 WBC
94. Dmitri Pirog; 2010–2012 WBO
95. Gennadi Golowkin; 2010–2014 WBA (regulär) (im selben Jahr zum Superchampion ernannt worden); 2014–2018 WBA (Superchampion); 2015–2018 IBF; 2016–2018 WBC
96. Sebastian Zbik; 2011 WBC
97. Julio César Chávez junior; 2011–2012 WBC
98. Daniel Geale; 2011–2013 IBF; 2012 WBA
99. Hassan N’Dam N’Jikam; 2012 WBO
100. Peter Quillin; 2012–2014 WBO
101. Darren Barker; 2013 IBF
102. Sam Soliman; 2014 IBF
103. Miguel Cotto; 2014–2015 WBC
104. Daniel Jacobs; 2014–2017 WBA (regulär)
105. Andy Lee; 2014–2015 WBO
106. David Lemieux; 2015 IBF
107. Saúl Álvarez; 2015–2016 WBC; seit 2018 WBA (super) & WBC
108. Billy Joe Saunders; 2015–2018 WBO
109. Hassan N’Dam N’Jikam; 2017–2018 WBA
110. Ryōta Murata; 2017–2018 WBA (regulär)
111. Demetrius Andrade; seit 2018 WBO
112. Rob Brant; seit 2018 WBA (regulär)
113. Daniel Jacobs; seit 2018 IBF

## WBA-Superchampions
| Weltmeister      | Amt       |
| ---------------- | --------- |
| Bernard Hopkins  | 2001–2005 |
| Jermain Taylor   | 2005–2006 |
| Felix Sturm      | 2006      |
| Daniel Geale     | 2012      |
| Gennadi Golowkin | 2014–2018 |
| Saúl Álvarez     | seit 2018 |